# Залезинка
Залезинка — река в России, протекает по Молоковскому району Тверской области. Устье реки находится в 68 км по правому берегу реки Мелеча. Длина реки составляет 12 км.
Река протекает по территории Ахматовского сельского поселения. У истоков стоит деревня Занепрядь, ниже на правом берегу реки стоит деревня Залезино.

## Данные водного реестра
По данным государственного водного реестра России относится к Верхневолжскому бассейновому округу, водохозяйственный участок реки — Молога от истока и до устья, речной подбассейн реки — Реки бассейна Рыбинского водохранилища. Речной бассейн реки — (Верхняя) Волга до Куйбышевского водохранилища (без бассейна Оки).
Код объекта в государственном водном реестре — 08010200112110000005422.

## Топографическая карта
- Лист карты O-37-61 Топалки. Масштаб: 1 : 100 000. Издание 1978 г.